# Znieczulenie ogonowe

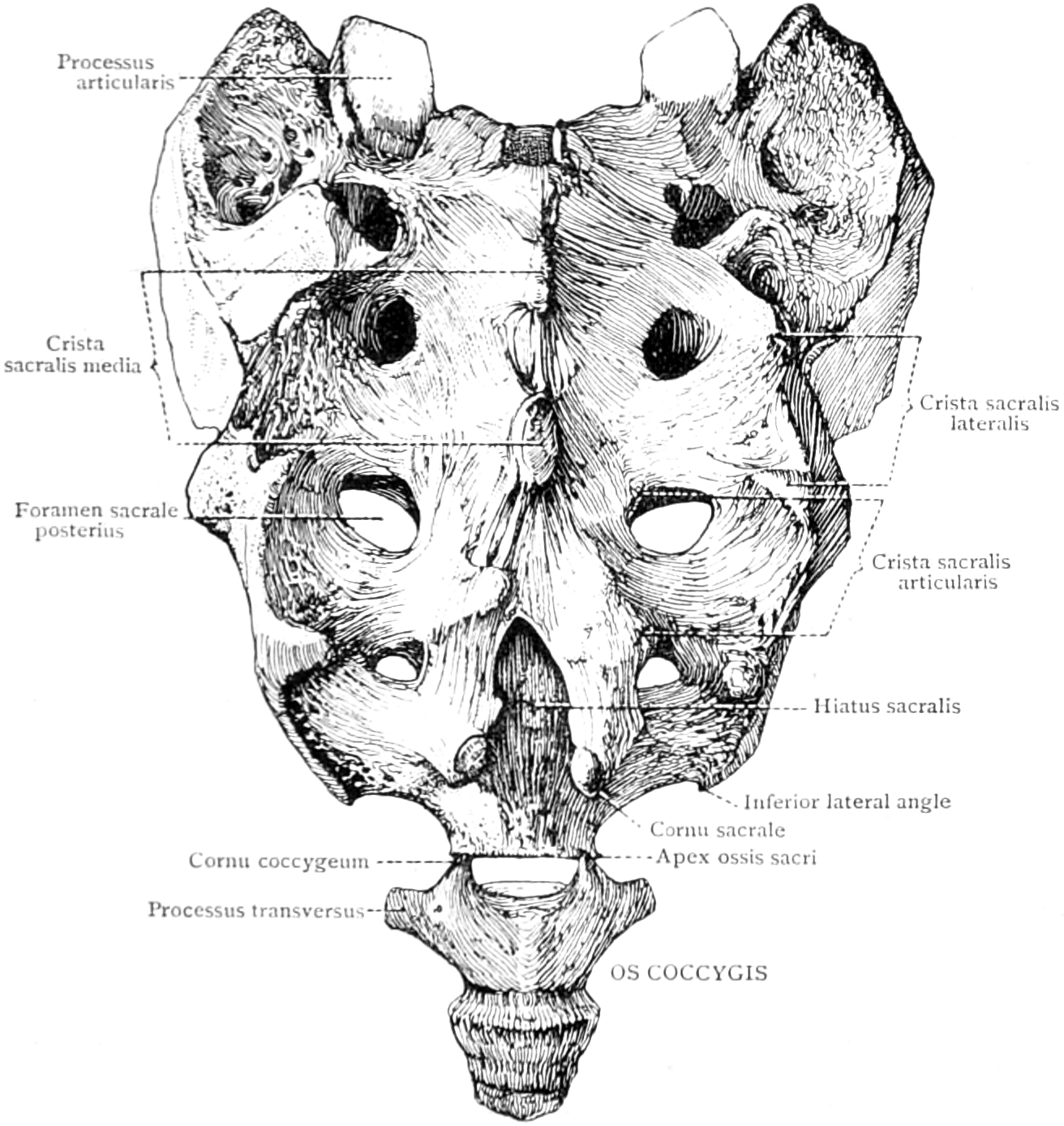
Rycina przedstawiająca kość krzyżową i guziczną z widocznym u dołu kości krzyżowej rozworem krzyżowym.

Znieczulenie ogonowe – rodzaj znieczulenia, w którym środek miejscowo znieczulający wprowadza się do ogonowej części przestrzeni nadtwardówkowej przez rozwór krzyżowy, w celu znieczulenia korzeni nerwów krzyżowych i dolnych odcinków lędźwiowych. Obecnie ten typ znieczulenia wykonywany jest głównie u dzieci. 